# HD53405
HD53405 — хімічно пекулярна зоря спектрального класу A3, що має видиму зоряну величину в смузі V приблизно  7,4.
Вона  розташована на відстані близько 335,9 світлових років від Сонця.